# 라브

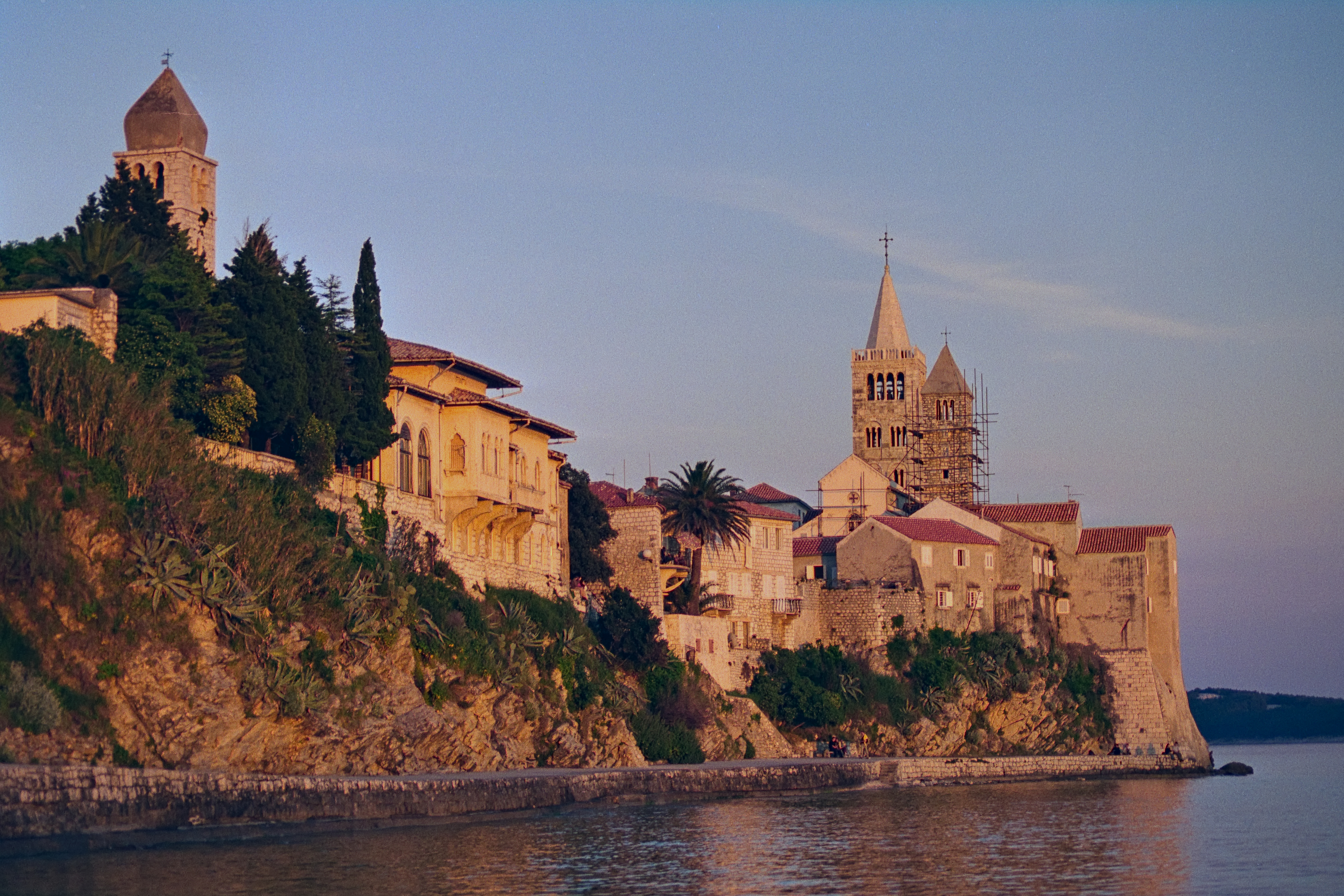
라브 역사 지구

라브(크로아티아어: Rab, 이탈리아어: Arbe, 라틴어: Arba)는 크로아티아 프리모레고르스키코타르주에 위치한 도시로 인구는 8,065명(2011년 기준)이다. 라브섬 남서부에 위치한다.